# Judith Grabiner
Judith Victor Grabiner (* 12. Oktober 1938 in Los Angeles) ist eine US-amerikanische Mathematikhistorikerin.
Grabiner studierte an der University of Chicago (Bachelor in Mathematik 1960) und der Harvard University, an der sie 1962 ihren Master in Wissenschaftsgeschichte machte und 1966 in Wissenschaftsgeschichte über Lagrange bei I. Bernard Cohen (und Dirk Struik) promoviert wurde (The calculus as algebra. J.-L. Lagrange, 1736–1813). Danach war sie dort 1966 bis 1969 Instructor in Wissenschaftsgeschichte. Ab 1969 war sie Lecturer an der University of California, Santa Barbara, 1970 an der California State University in Los Angeles, ab 1972 Assistant Professor für Geschichte an der California State University, Dominguez Hills (ab 1975 Associate Professor und ab 1979 Professor), und ab 1985 am Pitzer College in Claremont (Kalifornien). Sie ist dort Flora Sanborn Pitzer Professor für Mathematik.
Sie befasste sich unter anderem mit Geschichte der Analysis im 17., 18. und 19. Jahrhundert, unter anderem Augustin Louis Cauchy und Lagrange. Grabiner gewann dreimal den Allendoerfer Award der Mathematical Association of America und viermal den Lester Randolph Ford Award. Für 2021 wurde ihr der Albert Leon Whiteman Memorial Prize zugesprochen.
Sie ist Fellow der American Mathematical Society.
Sie ist seit 1964 mit dem Mathematiker Sandy Grabiner verheiratet. Das Paar hat einen Sohn und eine Tochter.

## Schriften
- A historian looks back. The calculus as algebra and selected writings. MAA 2010
- The origins of Cauchy’s rigorous calculus. MIT Press 1981, Dover 2005
- The calculus as algebra. J.-L. Lagrange, 1736–1813. Garland Publishing 1990 (ihre Dissertation)